# نووگوروفکا
نووگوروفکا (به لاتین: Novogurovka) یک منطقهٔ مسکونی در روسیه است که در باشقیرستان واقع شده‌است.